# サイセ
サイセ（saice）とは、南米ボリビアの家庭料理の一つ。サイシ（saisi）と呼ぶこともある。
食卓で、ヤホァ（トマト・タマネギ・ロコトなどで作ったサルサ）を入れて食べる。肉の塊を叩き潰す代わりに、ひき肉を用いて作ることもある。
ボリビアでは牛肉が最も安く、最も多く食べられている肉であるが、日本の牛肉と比べると格段に筋張っていてボソボソした肉質のものが多く、牛肉の塊をそのまま煮込んでも固くておいしくない。そのため、調理前に叩き潰すなどの加工が必要となる。
ボリビアの台所にはたいてい「バタン（batán）」と呼ばれる石の調理台があり、ここで肉を叩いたり調味料を引き潰したりする。叩き潰すときにバタンの上で使う石やこん棒は重要な調理器具であり、母から娘へと受け継ぐ家庭もある。